# 現人神社
現人神社（あらひとじんしゃ）は、福岡県那珂川市仲にある神社。

## 解説
現人神社は全国2千以上の住吉神社の中でも最も歴史あるはじまりに近い「始祖」である住吉神社（福岡）の更に元にあたる。
現人神社から分霊され始まった住吉神社（福岡）は大阪の住吉大社、下関の住吉神社と共に日本の三大住吉の1つ。
こうした非常に多く広がった住吉神社の元宮である現人神社では住吉三神を祭神としている。